# Спортивная улица (Петергоф)
Спорти́вная у́лица — улица в городе Петергофе Петродворцового района Санкт-Петербурга. Проходит от Гостилицкой улицы до Бобыльской дороги. Далее продолжается Кооперативной улицей.
Участок от Гостилицкой улицы до Широкой улицы с начала XX века входил в состав Широкой улицы. Современное название присвоено 23 ноября 1970 года, поскольку, как сказано в решении, улица должна была располагаться «у спортивного комплекса университета». Сам комплекс так и не был построен.
Фактически улица существует с 2007 года.